# Betzy Kjelsberg
Betzy Alexandra Kjelsberg (Svelvik, 1º novembre 1866 – Bergen, 3 ottobre 1950) è stata un'attivista norvegese per i diritti delle donne, suffragista e membro del movimento femminista.
Fece parte del Partito liberale e fu la prima donna membro del consiglio di amministrazione del partito.

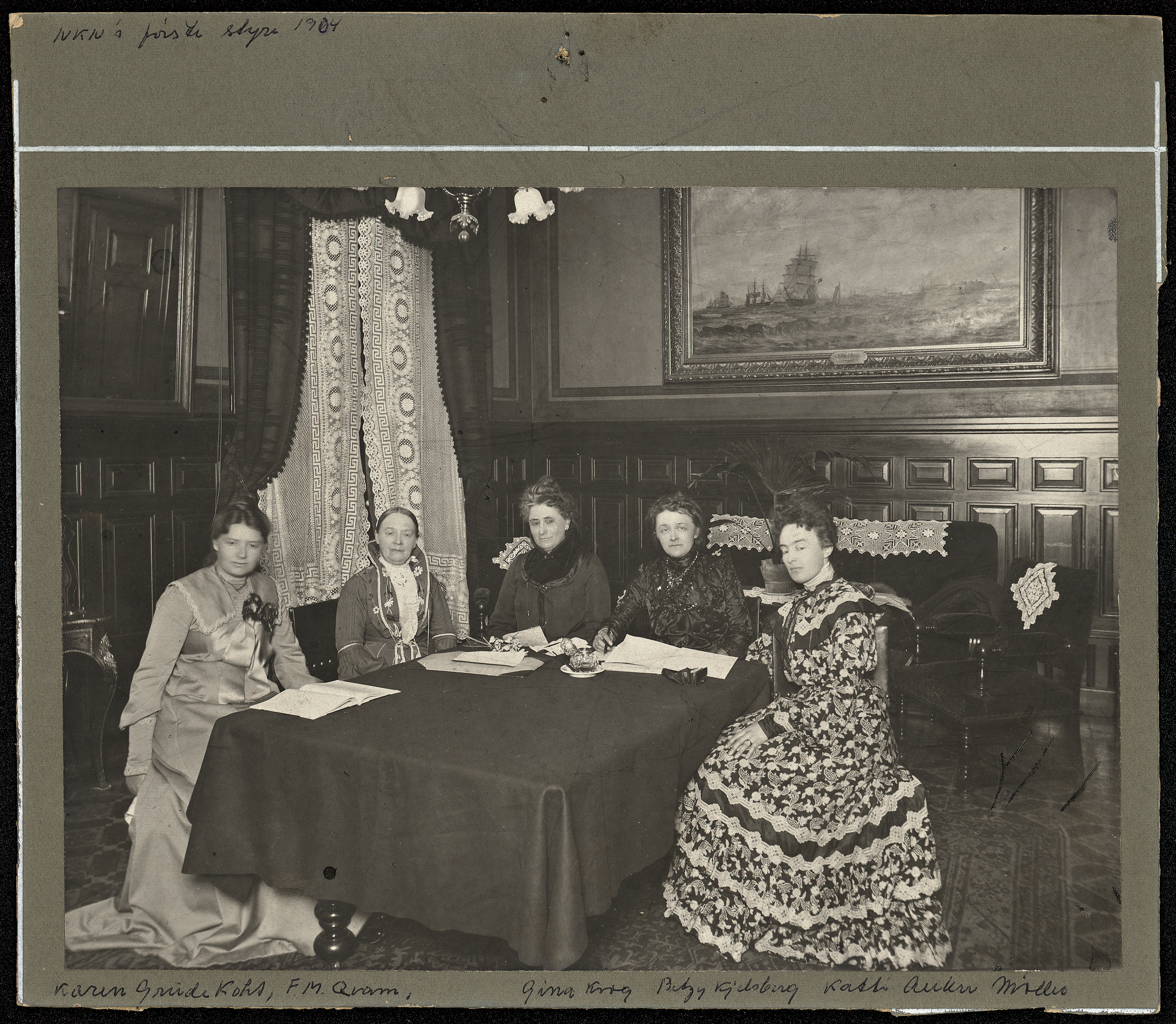
Membri del Consiglio nazionale norvegese delle donne nel 1904. Karen Grude Koht, Fredrikke Marie Qvam, Gina Krog, Betzy Kjelsberg e Katti Anker Møller

## Biografia
Betzy Aleksandra Børresen nacque a Svelvik, nel Vestfold. Era la figlia di Thor Børresen (1816–1872) e Jessie McGlashan (1842–1915). Suo padre era norvegese, mentre sua madre era scozzese. Dopo la morte di suo padre, la famiglia si trasferì a Drammen, dove sua madre sposò il commerciante Anton Enger. In seguito si trasferirono a Christiania (oggi Oslo).
Nel 1883 co-fondò il gruppo di discussione Skuld insieme a Cecilie Thoresen Krog, e in seguito fondò l'Organizzazione femminile del commercio (Kvinnelig Handelsstands forening), l'Associazione femminile di Drammen (Drammen Kvinnesaksforening) e l'Association norvegese per i diritti delle donne che si batté per dare alle donne il diritto di voto.
Il Consiglio nazionale norvegese per le donne (Norske Kvinners Nasjonalråd) fu fondato nel 1904 come organizzazione ombrello per le varie associazioni femminili norvegesi. Fu membro dell'organizzazione insieme ad altre attiviste per i diritti umani come Karen Grude Koht, Fredrikke Marie Qvam, Gina Krog e Katti Anker Møller e dal 1916 ne fu presidente.
Nel 1905 Kjelsberg fu eletta nel consiglio comunale di Drammen, dove sedette per due mandati. Nel 1910 divenne la prima ispettrice di fabbrica femminile in Norvegia, una posizione che mantenne fino al 1936. Dal 1921 al 1934 fu rappresentante del governo norvegese alle riunioni dell'Organizzazione internazionale del lavoro a Ginevra. Dal 1926 al 1938 fu vicepresidente del Consiglio internazionale delle donne.
Morì nel 1950 a Bergen. È sepolta al Vår Frelsers gravlund di Oslo.

## Vita privata
Nel 1885 sposò il giurista Oluf Fredrik Kjelsberg, con il quale ebbe sei figli. Furono i bisnonni di Siv Jensen, leader del Partito progressista norvegese.

## Opere
- Betzy Alexandra Kjelsberg, Gunnar Jahn e Tove Mohr, Kvinnens sosiale stilling, J.M. Stenersens forlag, 1935.